# Сан-Манго-П'ємонте
Сан-Манго-П'ємонте, Сан-Манґо-П'ємонте (італ. San Mango Piemonte) — муніципалітет в Італії, у регіоні Кампанія,  провінція Салерно.
Сан-Манго-П'ємонте розташований на відстані близько 240 км на південний схід від Рима, 55 км на схід від Неаполя, 6 км на схід від Салерно.
Населення — 2663 особи (2014).
Щорічний фестиваль відбувається 19 серпня. Покровитель — San Magno martire.

## Демографія
Населення за роками:

Станом на 1 січня 2023 року в муніципалітеті офіційно проживало 55 іноземців з 18 країн, серед них 28 громадян країн Євросоюзу та 7 громадян України.

## Сусідні муніципалітети
- Кастільйоне-дель-Дженовезі
- Салерно
- Сан-Чипріано-Пічентіно